# Norops conspersus
Norops conspersus este o specie de șopârle din genul Norops, familia Polychrotidae, descrisă de Garman 1887. Conform Catalogue of Life specia Norops conspersus nu are subspecii cunoscute.